# 海地—牙買加關係
海地－牙買加關係，是指海地與牙買加目前和歷史上的關係。兩國均在对方的首都互设名譽領事館。兩國也是以黑人為主的加勒比海島國，并隔牙買加海峽相望。
自從海地在1804年獨立後，当时为英国殖民地的牙買加曾经长期为海地政治人物在国内政治斗争中失败后主要的流亡地方，這是自海地第三任總統夏尔·里维耶尔-埃拉尔開始的傳統。
1962年，牙买加脱离英国独立后，海地政府立即予以外交承认，但由于弗朗索瓦·杜瓦利埃政权受到牙买加人的普遍厌恶，两国并未立即建立外交关系。
在2007年，海地總统勒內·普雷瓦爾對牙買加進行了4天的工作訪問，在新聞發布會上，牙買加總理波蒂亚·辛普森-米勒宣布，將在當年晚些時候召開牙買加－海地聯合委員會。